# Epidendrum schlechterianum
Epidendrum schlechterianum Ames, 1924, è una pianta della famiglia delle Orchidacee originaria dell'America tropicale.

## Descrizione
È un'orchidea di piccole dimensioni, talvolta minime, che cresce epifita sugli alberi della foresta tropicale, talvolta cresce su rocce (litofita). E. schlechterianum presenta steli a grappolo, spesso ramificati, avvolti basalmente da guaine fogliari embricate e portanti foglie coriacee, carnose, di forma ovato-lanceolata, ad apice acuto, con margine un po' seghettato e tagliente.
La fioritura avviene normalmente dalla primavera all'estate, mediante una breveinfiorescenza terminale, che porta da uno a due fiori. Questi sono grandi da 2 a 3 centimetri, e hanno petali e sepali verdi soffusi di rosso porpora, così come il  labello bilobato.

## Distribuzione e habitat
L'areale di questa specie si estende dal Messico meridionale, attraverso l'America centrale sino al Brasile settentrionale.
Cresce epifita e occasionalmente litofita in ambienti che vanno dai boschi di querce umide ai boschi secchi, dalle aree aperte alle fitte foreste pluviali, a quote che vanno dal livello del mare a 360 metri.

## Sinonimi
Epidendrum brevicaule Schltr.,1922 nom. illeg.

Nanodes schlechterianum (Ames) Brieger, 1960

Nanodes discolor Lindl., 1832

Epidendrum discolor (Lindl.) Benth., 1896, nom. illeg.

Epidendrum congestoides Ames & C.Schweinf., 1930

Epidendrum gonzalez-tamayoi Hágsater, 1993

Epidendrum neodiscolor Hágsater, 1993

## Coltivazione
Questa pianta è meglio coltivarla su supporto di sughero, in panieri appesi, per farle avere il buon movimento d'aria di cui necessita, richiede poca luce e temperature calde per tutto l'arco dell'anno.